# Pol-e Schahrestan
Die Pol-e Schahrestan (persisch پل شهرستان, DMG Pol-e Šahrestān) ist eine von elf Brücken der iranischen Großstadt Isfahan über den Fluss Zayandeh Rud. Die Brücke ist die älteste und am weitesten stromabwärts gelegene der drei bekannten Brücken neben Si-o-se Pol und Pol-e Chadschu der Stadt.
Es wird vermutet, dass die Steinpfeiler und die bugähnlichen Wellenbrecher bereits aus der frühen Sassanidenzeit stammen, anzusiedeln also bereits im 3. nachchristlichen Jahrhundert. Das darüber liegende Bogenwerk aus Ziegelstein wurde in der Periode der islamischen Seldschuken-Fürsten im 11. Jahrhundert errichtet. Die Brückenbogen sind mit weiteren bogenförmigen Durchlässen im Pfeilerbereich kombiniert, um in Zeiten starker Wasserführung einen maximalen Durchfluss zu sichern. Dabei handelt es sich möglicherweise um eine Anleihe beim älteren römischen Brückenbau. Die Pol-e Schahrestan gilt wie auch die anderen genannten Brücken als architektonisches Glanzstück der Zeit. Pol-e Schahrestan liegt ca. 3 km östlich der Pol-e Chadschu und damit bereits jenseits der Stadtgrenzen Isfahans. Das zerfallene Bauwerk am Nordende der Brücke könnte ein Zollhaus gewesen sein.
Die Brücke verbindet das Dorf Schahrestan (Namensgeber der Brücke) mit den landwirtschaftlich genutzten südlichen Feldern. Die Brücke wird heute kaum mehr benutzt.
Auf dieser Brücke wurde 1138 der abbasidische Kalif Ar-Raschid durch einen Schiiten ermordet. Womöglich ist ein Schrein namens Schahzadeh Hosein im Dorf Schahrestan das Grab Ar-Raschids.